# Малі Тіуші
Малі Тіуші́ (рос. Малые Тиуши, чув. Кĕçĕн Тивĕш) — присілок у складі Цівільського району Чувашії, Росія. Входить до складу Богатирьовського сільського поселення.
Населення — 110 осіб (2010; 138 у 2002).
Національний склад:
- чуваші — 99 %